# Bathyphantes eumenis
Lepthyphantes des glacières
Espèce
Synonymes
- Linyphia eumenis L. Koch, 1879
- Linyphia simillima L. Koch, 1879
- Diplostyla inornata Emerton, 1917
- Bathyphantes emertoni Roewer, 1942
- Bathyphantes eumenoides Holm, 1967
- Bathyphantes haniensis Zhu, Wen & Sun, 1986

Bathyphantes eumenis, le Lepthyphantes des glacières, est une espèce d'araignées aranéomorphes de la famille des Linyphiidae.

## Distribution
Cette espèce se rencontre en Europe, en Russie, en Chine, aux États-Unis en Alaska, au Canada et au Groenland.
En Europe, elle a été observée, pour la sous-espèce Bathyphantes eumenis eumenis, en Russie, en Ukraine, en Pologne, en Tchéquie en Finlande et en Norvège ; et, pour la sous-espèce Bathyphantes eumenis buchari, en Pologne, en Slovaquie, en Tchéquie, en Allemagne, en Belgique et en France.

## Habitat
Bathyphantes eumenis buchari fréquente les coulées de pierres, en Forêt-Noire et dans les Vosges notamment.

## Description
Le mâle de Bathyphantes eumenis eumenis mesure 2,1 mm et la femelle 2,1 mm.
La femelle holotype de Bathyphantes eumenis buchari mesure 2,6 mm et le mâle paratype 2,5 mm.

## Liste des sous-espèces
Selon World Spider Catalog (version 25.0, 01/07/2024) :
- Bathyphantes eumenis eumenis (L. Koch, 1879)
- Bathyphantes eumenis buchari Růžička, 1988

## Systématique et taxinomie
Cette espèce a été décrite sous le protonyme Linyphia eumenis par Ludwig Carl Christian Koch en 1879. Elle est placée dans le genre Bathyphantes par Holm en 1973.
Linyphia simillima, Diplostyla inornata, préoccupée par Bathyphantes inornata Banks, 1892, remplacée par Bathyphantes emertoni par Roewer en 1942 et Bathyphantes eumenoides ont été placées en synonymie par Tanasevitch en 2013.
Bathyphantes haniensis a été placée en synonymie par Eskov en 1992.

## Étymologie
La sous-espèce Bathyphantes eumenis buchari est nommée en l'honneur de Jan Buchar.

## Danger sur l'espèce
L'espèce est classée en danger critique sur la liste rouge des araignées de France métropolitaine.

## Publications originales
- L. Koch, 1879 : « Arachniden aus Sibirien und Novaja Semlja, eingesammelt von der schwedischen Expedition im Jahre 1875. » Kongliga Svenska Vetenskaps Academiens nya Handlingar, vol. 16, no 5, p. 1-136.
- Růžička, 1988 : « Problems of Bathyphantes eumenis and its occurrence in Czechoslovakia (Araneae, Linyphiidae). » Věstník Československé Zoologické Společnosti v Praze, vol. 52, p. 149-155.